# Артюхи (Столбцовский район)
Артюхи (бел. Арцюхі́) — деревня в Столбцовском районе Минской области Беларуси. В составе Заямновского сельсовета.

## География
Ближайшие населённые пункты Задворье, Столбцы, Слобода и др.

## История
В 1909 году Орцюхи в Сверженской волости Минского уезда Минской губернии Российской империи.
До 8 июня 1963 года деревня входила в состав Слободского сельсовета.

## Население

### Численность
- 2019 год — 10 жителей

### Динамика
- 1909 год — 12 жителей, 1 двор (фольварк Орцюхи); 13 жителей, 1 двор (хутор Орцюхи)[3]
- 1999 год — 10 жителей (перепись населения)
- 2009 год — 11 жителей (перепись населения)[3]
- 2019 год — 10 жителей (перепись населения)

## Инфраструктура
Рядом расположены садоводческие товарищества.

## Улицы
- Центральная